# Spotify
Spotify (aus englisch to spot ‚entdecken‘ und to identify ‚identifizieren‘) ist ein börsennotiertes Unternehmen mit Sitz in Luxemburg und operativer Hauptzentrale in Stockholm. Über das Internet bietet das Unternehmen das Streamen von Audio-Inhalten an.
Das Unternehmen bietet nach eigenen Angaben über 100 Millionen Musiktitel verschiedener Musiklabels, mehr als 7 Millionen Podcasts und 350.000 Hörbücher an. Das DRM-geschützte Angebot umfasst eine Vielzahl an Geräten, darunter PCs, Smartphones und Tablets. Nutzer können online oder mithilfe bereitgestellter Apps den Musikkatalog durchsuchen, Wiedergabelisten erstellen und diese mit anderen Nutzern teilen. Zum Stand Juni 2025 verzeichnet Spotify 696 Millionen aktive Nutzer sowie 276 Millionen Premium-Abonnenten.

## Geschäftsmodell
Das Geschäftsmodell besteht aus einem kostenlosen Angebot mit Werbeunterbrechungen und kostenpflichtigen Angeboten mit weitreichenden Möglichkeiten. Einige Musikstücke sind lizenziert und werden von Musiklabels zur Verfügung gestellt. Das Unternehmen zahlt circa 70 Prozent der Werbe- und Abonnement-Umsätze an die Rechteinhaber der Songs aus. Verteilt werden die Auszahlungen nach dem sogenannten Pro-Rata-Verfahren: Die Umsätze eines Monats werden summiert und dann nach prozentualen Anteilen der einzelnen Songs an den Streams aufgeteilt. Diese Berechnung wird für jeden Markt und jeweils für Werbe- und Abo-Umsätze separat durchgeführt. Das aktuelle Vergütungsmodell von Spotify berücksichtigt einen Stream in dieser Berechnung, wenn er mindestens 30 Sekunden gehört wurde. Dazu werden alle registrierten Nutzer animiert, wenigstens einmal alle 30 Tage online zu gehen.
Bei dem kostenpflichtigen Service Spotify Premium gibt es zusätzlich zur Werbefreiheit die Möglichkeit, Musiktitel auf das eigene Endgerät herunterzuladen und somit ohne Internetverbindung verfügbar zu machen. Zudem können Premium-Nutzer Musik mit einer Bitrate von 320 kbit/s empfangen. Ohne Premium liegt die maximale Bitrate bei 160 kbit/s. Gratis-Nutzer können Spotify 14 Tage lang im Ausland nutzen, bevor sie sich wieder in ihrem Heimatland anmelden müssen. Für Nutzer mit Premium-Abonnement gibt es keine derartige Begrenzung. Mittels Geotargeting der IP-Adresse des Endgeräts wird geprüft, aus welchem Land auf den Dienst zugegriffen wird.
Nach dem „ursprünglich klassischen“ Abomodell wurden folgende Angebote entwickelt:
- Seit 2014 gibt es Spotify Premium Student, ein ermäßigtes Angebot für Studierende.[14]
- Seit 2017 gibt es Spotify Premium Family. Über dieses Abonnement können bis zu sechs Familienmitglieder die Premium-Vorteile zu einem ermäßigten Preis nutzen. Für dieses Abo ist es erforderlich, dass alle Nutzer die gleiche Anschrift haben.[15] Seit dem 12. Mai 2020 steht den Spotify-Premium-Family-Abonnenten eine Beta-Version der Spotify-Kids-App zur Verfügung. Zum Start bietet die App eine Sammlung aus mehr als 170 Playlists und etwa 30.000 Songs.[16]
- Im Juli 2020 startete Spotify mit Spotify Premium Duo ein Angebot für zwei Personen, die in einem gemeinsamen Haushalt leben.[17]
- Seit Dezember 2020 bietet Spotify in ausgewählten Regionen mit geringerer Kaufkraft wie Indien ein Abomodell namens Spotify Premium Mini an, das tages- bzw. wochenweise abgeschlossen werden kann und auf ein einzelnes, mobiles Gerät beschränkt ist. Gegenüber den anderen Premiumabonnements unterliegt dieses einigen Einschränkungen, bspw. beträgt die maximale Bitrate 160 kbit/s und es können maximal 30 Songs zum Offlinehören heruntergeladen werden.[18]

## Umsatz und Mitarbeiter
Im Jahr 2024 hat Spotify ein Rekordhoch von 10 Milliarden US-Dollar an die Musikindustrie ausgeschüttet – mehr als je ein Anbieter in einem Jahr. Fast 1.500 Künstler erwirtschafteten 2024 allein von Spotify über 1 Million US-Dollar an Tantiemen, während über 100.000 Künstler Tausende von Tantiemen erzielten.
| Jahr | Umsatz in Mio. € | Angestellte |
| ---- | ---------------- | ----------- |
| 2014 | 1.085            | 1.581       |
| 2015 | 1.940            | 2.162       |
| 2016 | 2.952            | 2.950       |
| 2017 | 4.090            | 3.651       |
| 2018 | 5.259            | 4.405       |
| 2019 | 6.764            | 5.584       |
| 2020 | 7.880            | 6.554       |
| 2021 | 9.668            | 7.690       |
| 2022 | 11.727           | 8.359       |
| 2023 | 13.247           | 9.123       |
| 2024 | 15.673           | 7.691       |

Ende 2023 wurde der geplante Abbau von rund 1500 Arbeitsplätzen bekannt, als Begründung wurden das verlangsamte Wirtschaftswachstum sowie gestiegene Zinsen angegeben.

## Geschichte

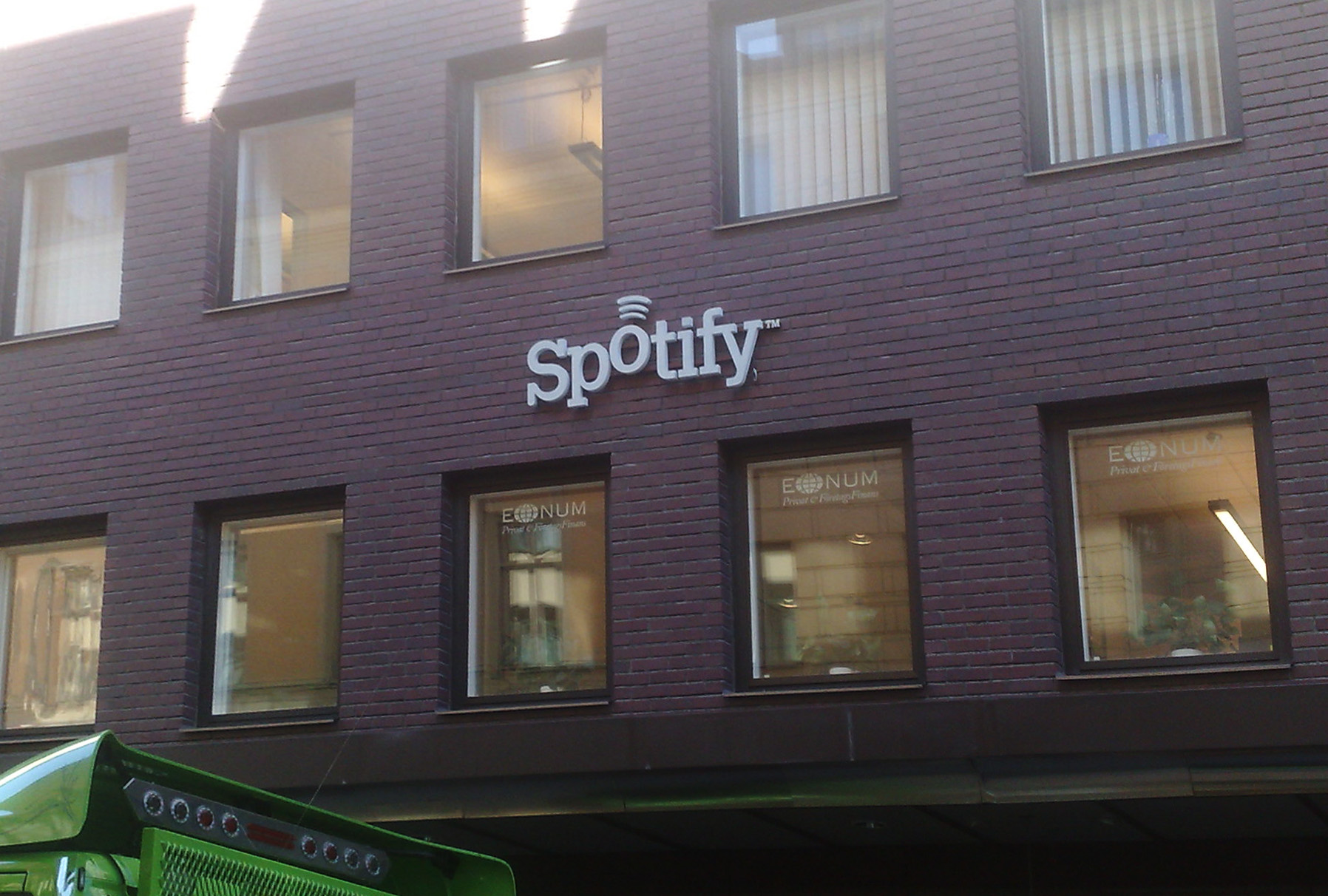
Spotify-Hauptsitz in Stockholm

Spotify wird seit 2006 von der Spotify AB mit Sitz in Stockholm, Schweden entwickelt. Das Unternehmen wurde von Daniel Ek und Martin Lorentzon (ehemaliger CEO von TradeDoubler) in Stockholm gegründet. Laut Aussage von Axel Bringéus, ehemaliger Vorstand für internationales Wachstum bei Spotify, ist der Musikdienst „als legale Alternative zur Piraterie entstanden“.
Spotify AB ist ein Tochterunternehmen von Spotify Limited mit Sitz in London, welches wiederum ein Tochterunternehmen von Spotify Technology S.A. in Luxemburg ist. Spotify hat Büros in 18 Ländern. In Deutschland ist es im Handelsregister Berlin-Charlottenburg als Spotify GmbH eingetragen.
Der Dienst wurde im Oktober 2008 gestartet, nachdem Lizenzverträge mit großen Musiklabels geschlossen wurden.
2011 schaffte Spotify einen Umsatz von rund 188 Millionen Euro und erlitt einen Verlust von 40 Millionen Euro. Im April 2011 wurde das Geschäftsmodell geändert. Nutzer, die den kostenlosen Dienst länger als sechs Monate in Anspruch genommen hatten, durften nur noch ungefähr zehn Stunden im Monat kostenlos Musik hören. Außerdem durfte ein Lied über den gesamten Nutzungszeitraum höchstens fünfmal abgespielt werden.
Damit sollten mehr Nutzer dazu gebracht werden, ein kostenpflichtiges Konto zu nutzen. Es wurden bis zu einer Obergrenze von zehn Stunden wöchentlich 2,5 Stunden gutgeschrieben. Im April 2012 wurden diese Einschränkungen in den USA auf unbestimmte Zeit aufgehoben.
Im März 2014 übernahm Spotify das Unternehmen The Echo Nest, einen Anbieter, der sich auf die genaue Analyse von Musikstücken spezialisiert hatte, um den automatischen Empfehlungsdienst von Spotify zu verbessern.
Ende 2014 hatten sich Künstler wie Taylor Swift, Sven Regener, Farin Urlaub oder Herbert Grönemeyer gegen Spotify ausgesprochen und ihre Musik teilweise dort nicht zur Verfügung gestellt. Taylor Swift meinte, dass nach ihrem Gefühl Autoren, Produzenten und Künstler „nicht fair entschädigt“ würden und äußerte im September 2015 weitere Kritik. Seit Juni 2017 ist der komplette Musikkatalog von Taylor Swift wieder bei Spotify verfügbar. Das Werk der anderen genannten Künstler stand im Dezember 2018 bei Spotify größtenteils wieder zur Verfügung.
Im Februar 2019 gab Spotify die Übernahme der Podcast-Dienste Anchor und Gimlet bekannt, um sich stärker in diesem Markt zu positionieren; im folgenden Monat erwarb das Unternehmen zudem das Podcast-Studio Parcast. Im Juni 2019 wurde bekannt, dass sich Spotify an der Internetwährung Libra beteiligt hat.
Anfang Juni 2019 kündigte Spotify eine Partnerschaft mit Higher Ground, der Produktionsfirma des ehemaligen US-Präsidenten Barack Obama und dessen Ehefrau Michelle Obama, an, um Podcasts exklusiv für die Plattform zu produzieren.
Im September 2019 verkündete Spotify die Übernahme von SoundBetter, einer Plattform für Musikproduktion.
Im Oktober 2022 erschien die Serie The Playlist, die die Geschichte von Spotify erzählt, auf Netflix.
2025 veranstaltete Spotify im Rahmen der Amtseinführung von US-Präsident Donald Trump am Vortag ein Brunch unter dem Leitmotiv „Die Wirkmacht von Podcasts in dieser Wahl“ (englisch „the power of podcasts in this election“). Zur Amtseinführung selber spendete Spotify 150.000 US-Dollar.

### Akquisitionen (Auswahl)
| Unternehmen              | Beschreibung                                               | Hauptsitz                       | Akquiriert im | Akquiriert für (in EUR) | Genutzt als / Eingegliedert in | Referenzen |
| ------------------------ | ---------------------------------------------------------- | ------------------------------- | ------------- | ----------------------- | ------------------------------ | ---------- |
| Gimlet Media             | Medienunternehmen und Podcast Network (Narrative Podcasts) | Vereinigte Staaten, New York    | Februar 2019  | 189 Millionen           | —                              | [ 47 ]     |
| Anchor FM                | Podcast Creation & Hosting                                 | Vereinigte Staaten, New York    | Februar 2019  | 115 Millionen           | —                              | [ 48 ]     |
| Parcast                  | Podcast Network (Scripted Podcasts)                        | Vereinigte Staaten, Los Angeles | März 2019     | 46 Millionen            | —                              | [ 49 ]     |
| The Ringer               | Medienunternehmen und Podcast Network (Sport, Popkultur)   | Vereinigte Staaten, Los Angeles | Februar 2020  | 160 Millionen           | —                              | [ 50 ]     |
| Megaphone                | Podcast Monetization via Ad Insertion                      | Vereinigte Staaten, Reston      | November 2020 | 193 Millionen           | —                              | [ 51 ]     |
| Betty Labs (Locker Room) | Live-Audio-Plattform für Sport-Events                      | Vereinigte Staaten, Los Angeles | März 2021     | 41 Millionen            | Spotify Greenroom              | [ 53 ]     |
| Podz                     | Podcast Discovery mit Künstlicher Intelligenz              | Vereinigte Staaten, New York    | Juni 2021     | unveröffentlicht        | Spotify                        | [ 54 ]     |

### Nutzerzahlen
| Jahr    | Nutzer, gesamt (in Millionen) | Abonnenten (in Millionen) | Nutzer nach Region (in Millionen) | Nutzer nach Region (in Millionen) | Nutzer nach Region (in Millionen) | Nutzer nach Region (in Millionen) |
| Jahr    | Nutzer, gesamt (in Millionen) | Abonnenten (in Millionen) | Europa                            | Nordamerika                       | Südamerika                        | Rest der Welt                     |
| ------- | ----------------------------- | ------------------------- | --------------------------------- | --------------------------------- | --------------------------------- | --------------------------------- |
| Q4 2015 | 91                            | 28                        | –                                 | –                                 | –                                 | –                                 |
| Q4 2016 | 123                           | 48                        | 46                                | 42                                | 24                                | 11                                |
| Q4 2017 | 160                           | 71                        | 58                                | 52                                | 33                                | 17                                |
| Q4 2018 | 207                           | 96                        | 75                                | 62                                | 46                                | 25                                |
| Q4 2019 | 271                           | 124                       | 95                                | 73                                | 60                                | 43                                |
| Q4 2020 | 345                           | 155                       | 121                               | 83                                | 76                                | 66                                |
| Q4 2021 | 406                           | 180                       | 134                               | 93                                | 85                                | 89                                |
| Q4 2022 | 489                           | 205                       | 146                               | 103                               | 103                               | 137                               |
| Q4 2023 | 602                           | 236                       | 169                               | 114                               | 132                               | 187                               |
| Q4 2024 | 675                           | 252                       | 182                               | 115                               | 148                               | 230                               |
| Q1 2025 | 678                           | 268                       | 183                               | 115                               | 149                               | 231                               |
| Q2 2025 | 696                           | 276                       | 181                               | 118                               | 146                               | 251                               |

### Finanzierung und Börsengang
Finanziert wird das Unternehmen durch Investoren, die bis Anfang 2014 etwa 388 Millionen Euro bereitstellten. Dem gegenüber stand ein geschätzter Marktwert von etwa 2,9 Milliarden Euro. Zu den Unterstützern gehören das US-amerikanische Investmentbanking- und Wertpapierhandelsunternehmen Goldman Sachs, zu 15 Prozent das US-amerikanische Finanzdienstleistungsunternehmen Fidelity Investments, der US-amerikanische Getränkekonzern The Coca-Cola Company, Morgan Stanley, Credit Suisse und die Deutsche Bank.
Ende März 2016 wurde bekannt, dass Spotify sich eine Milliarde US-Dollar von Investoren leiht.
Im Mai 2017 gab Spotify seine Absicht bekannt, an die Börse gehen zu wollen, um seinen Investoren und Mitarbeitern Liquidität zu bieten. Dabei sollte nicht der Weg des traditionellen IPO gewählt, sondern eine sog. Direktnotierung (direct listing) durchgeführt werden. Anfang April 2018 erfolgte die Direktnotierung von Spotify am NYSE; dabei wurden Aktien zur Notierung freigegeben, ohne dass Spotify neue Aktien bei Investoren platzierte. Der Schlusskurs des ersten Handelstages lag bei 149 US$ und bewertete Spotify somit mit 26,5 Mrd. US$.

### Geografische Verfügbarkeit

Weltweite Verfügbarkeit von Spotify (Stand: Dezember 2024)

Im Jahr 2024 war Spotify weltweit in 184 verschiedenen Ländern verfügbar.
| Datum              | Länder/Regionen | Referenz(en)  |
| ------------------ | --- | ------------- |
| 7. Oktober 2008    | - Schweden - Finnland - Frankreich - Norwegen - Spanien | [ 64 ]        |
| 10. Februar 2009   | - Vereinigtes Königreich | [ 65 ]        |
| 18. Mai 2010       | - Niederlande | [ 66 ]        |
| 14. Juli 2011      | - Vereinigte Staaten | [ 67 ]        |
| 12. Oktober 2011   | - Dänemark | [ 68 ]        |
| 15. November 2011  | - Österreich | [ 69 ]        |
| 16. November 2011  | - Belgien - Schweiz | [ 70 ]        |
| 13. März 2012      | - Deutschland | [ 71 ]        |
| 22. Mai 2012       | - Australien - Neuseeland | [ 72 ]        |
| 13. November 2012  | - Andorra - Irland - Liechtenstein - Luxemburg - Monaco | [ 73 ] [ 74 ] |
| 12. Februar 2013   | - Italien - Polen - Portugal | [ 75 ]        |
| 16. April 2013     | - Estland - Hongkong - Island - Lettland - Litauen - Malaysia - Mexiko - Singapur | [ 76 ] [ 77 ] |
| 24. September 2013 | - Argentinien - Griechenland - Taiwan - Türkei | [ 78 ]        |
| 12. Dezember 2013  | - Bolivien - Bulgarien - Chile - Kolumbien - Costa Rica - Zypern - Tschechien - Dominikanische Republik - Ecuador - El Salvador - Guatemala - Honduras - Ungarn - Malta - Nicaragua - Panama - Paraguay - Peru - Slowakei - Uruguay | [ 79 ]        |
| 8. April 2014      | - Philippinen | [ 80 ]        |
| 28. Mai 2014       | - Brasilien | [ 81 ]        |
| 30. September 2014 | - Kanada | [ 82 ]        |
| 30. März 2016      | - Indonesien | [ 83 ]        |
| 29. September 2016 | - Japan | [ 84 ]        |
| 22. August 2017    | - Thailand | [ 85 ]        |
| 13. März 2018      | - Israel - Rumänien - Südafrika - Vietnam | [ 86 ]        |
| 13. November 2018  | - Algerien - Bahrain - Ägypten - Jordanien - Kuwait - Libanon - Marokko - Oman - Palästina - Katar - Saudi-Arabien - Tunesien - Vereinigte Arabische Emirate | [ 87 ]        |
| 26. Februar 2019   | - Indien | [ 88 ]        |
| 14. Juli 2020      | - Albanien - Belarus - Bosnien und Herzegowina - Kroatien - Kasachstan - Kosovo - Moldau - Montenegro - Nordmazedonien - Russland - Serbien - Slowenien - Ukraine | [ 89 ]        |
| 1. Februar 2021    | - Südkorea | [ 90 ]        |
| 23. Februar 2021   | - Bangladesch - Ghana - Kenia - Nigeria - Pakistan - Sri Lanka - Tansania - Uganda | [ 91 ]        |
| 24. Februar 2021   | - Antigua und Barbuda - Armenien - Bahamas - Barbados - Belize - Bhutan - Botswana - Burkina Faso - Kap Verde - Curaçao - Dominica - Osttimor - Fidschi - Gambia - Georgien - Grenada - Guinea-Bissau - Guyana - Haiti - Jamaika - Kiribati - Lesotho - Liberia - Malawi - Malediven - Mali - Marshallinseln - Föderierte Staaten von Mikronesien - Namibia - Nauru - Niger - Palau - Papua-Neuguinea - Samoa - San Marino - São Tomé und Príncipe - Senegal - Seychellen - Sierra Leone - Salomon-Inseln - St. Kitts und Nevis - St. Lucia - St. Vincent und die Grenadinen - Suriname - Tonga - Trinidad und Tobago - Tuvalu - Vanuatu | [ 92 ]        |
| 25. Februar 2021   | - Aserbaidschan - Brunei - Burundi - Kambodscha - Kamerun - Tschad - Komoren - Äquatorialguinea - Eswatini - Gabun - Guinea - Kirgisistan - Laos - Macau - Mauretanien - Mongolei - Nepal - Ruanda - Togo - Usbekistan - Simbabwe | [ 92 ]        |
| 16. März 2021      | - Angola - Benin - Dschibuti - Elfenbeinküste - Madagaskar - Mauritius - Mosambik - Sambia | [ 92 ]        |

Nach dem Beginn der großangelegten Invasion Russlands in der Ukraine hat Spotify seine Aktivitäten in Russland eingeschränkt, einschließlich der Schließung von Büros und der Entfernung von Inhalten, die von der russischen Regierung gesponsert wurden. Spotify blieb für russische Nutzer bis zum 11. April 2022 zugänglich, doch dann wurde entschieden, den Betrieb aufgrund neuer russischer Gesetze, die die Kontrolle über die Medien verstärkten, vollständig einzustellen.

Im Februar 2023 beantragte Spotify die Liquidation seiner einzigen rechtlichen Entität in Russland, die am 14. Dezember desselben Jahres offiziell ihre Tätigkeit einstellte. Die Entscheidung, den russischen Markt zu verlassen, wurde durch das erhöhte Risiko für die Sicherheit der Mitarbeiter und Hörer sowie eine strategische Überprüfung der Richtlinien im Licht der Kriegsereignisse getrieben.
„Dies stellt die Sicherheit unserer Mitarbeiter und möglicherweise unserer Hörer aufs Spiel. Nach einer gründlichen Überprüfung der Optionen aufgrund der aktuellen Umstände kamen wir zu der schwierigen Entscheidung, den Betrieb in Russland vollständig einzustellen“, berichtete die schwedische Publikation Expressen und übermittelte die Erklärung von Spotify.
Diese Entscheidung führte bei dem Unternehmen zu einem erheblichen Verlust von etwa 2,1 Millionen zahlenden Abonnenten während des ersten und zweiten Quartals 2022.

### Kooperationen mit Telekommunikationsunternehmen
Am 2. Oktober 2012 startete die Deutsche Telekom in Kooperation mit Spotify den Mobilfunktarif „Special Complete Mobil Music“, mit dem es möglich ist, über Spotify Musik zu übertragen, ohne dass das Spotify-Datenaufkommen dem Inklusivvolumen des Tarifs angerechnet wird. Beobachter sehen das als Verstoß gegen das Prinzip der Netzneutralität. Im Januar 2013 begann Orange Schweiz (heute Salt Mobile) eine Kooperation mit Spotify, im Juni 2014 der österreichische Mobilfunkanbieter Hutchison Drei Austria. Spotify ist neben anderen Streaminganbietern Teil des Zero-Rating-Programmes StreamOn der Deutschen Telekom. Auch im Vodafone Music Pass ist ein Streaming unabhängig vom Datenvolumen möglich.

### Logos

2008 bis 2012
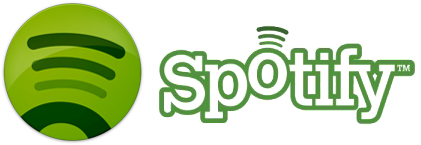
Variante des Logos 2008–2012
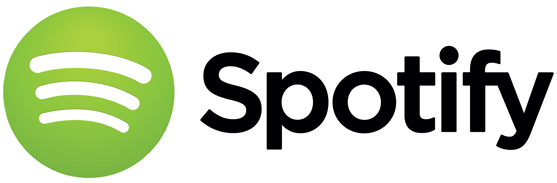
März 2013 bis Mai 2015
Juni 2015 bis Mai 2024
Seit Mai 2024

## Funktionen
Der Nutzer muss ein Spotify-Konto anlegen, um den Dienst verwenden zu können. Dieses Konto kann dann von mehreren Geräten aus genutzt werden, gleichzeitiges Wiedergeben (englisch „streaming“) auf mehreren Geräten wird aber technisch unterbunden. Die Zahl der Geräte ist beim Herunterladen auf fünf, die Zahl der Titel auf jeweils 10.000 beschränkt.
Jeder Nutzer kann die Titel aller Major-Labels und kleinerer Labels sowie Musikstücke anderer Nutzer anhören. Die Musikstücke können über eine Suche nach Interpreten, Titeln oder Alben gefunden werden. Weiterhin können auf der Festplatte gespeicherte Musikdateien in Spotify importiert werden, um Musik abzuspielen, die über Spotify nicht verfügbar ist. Die Nutzer können sich zudem Musikabspiellisten (Playlists) erstellen, veröffentlichen, diese mit anderen Nutzern austauschen und gemeinsam bearbeiten. Zu diesem Zweck kann der Playlist-Link direkt in ein E-Mail- oder ein Instant-Messaging-Fenster gezogen werden. Klickt der Empfänger auf den Link, lädt sich die Playlist im Spotify-Konto des Empfängers. Diese Playlist-Links können wie normale Links überall, zum Beispiel auf Webseiten, eingesetzt werden. Das gleiche Prinzip gilt für einzelne Musikstücke. Allerdings sind diese Möglichkeiten inzwischen etwas eingeschränkt und vollständig nur noch im Rahmen von Spotify for artists nutzbar.
Spotify überträgt Musikdateien über das Internet durch On-Demand-Streaming. Bis Ende 2014 wurde zudem das Peer-to-Peer-Verfahren (P2P) benutzt, bei dem häufig verwendete Musikdaten aus dem Cache der Computer anderer Spotify-Nutzer übertragen wurden. Die Musik wird im Vorbis-Format mit bis zu 320 KBit/s für Premium-Nutzer und bis zu 160 KBit/s für Free-Nutzer übertragen. Streaming an DLNA-Geräte ist nicht möglich. Spotify kann die gehörte Musik zu Last.fm „scrobbeln“.
- Spotify Connect erlaubt die Nutzung eines Spotify-Clients als „Fernbedienung“ für Audioausgabegeräte. Spotify Connect ist in über 2.000 netzwerkfähige Geräte von über 200 verschiedenen Marken integriert.[105] Dazu gehören zum Beispiel Smart Speaker, Spielekonsolen, Netzwerkplayer, AV-Receiver, Blu-ray-Player usw. Über einen Client (z. B. der Smartphone-App) kann mit dem Spotify-Connect-fähigen Endgerät Kontakt aufgenommen werden. Der Spotify-Server übernimmt dann den Stream und die Wiedergabe während die Steuerung (Abspielen, Pause, Vor/Zurück, Lied/Album/Playlistauswahl, …) beim Client bleibt. Da auch die Clients synchronisiert werden, kann die Steuerung jederzeit von einem anderen Spotify-Client übernommen werden – so kann ein Endnutzer das Gerät wechseln, ohne den Stream zu beenden und neuzustarten. Die Nutzung von Spotify Connect erfordert teilweise ein Premium-Konto. Ein wesentlicher Vorteil dieser Methode gegenüber anderen in dem Bereich üblichen Kopplungsmethoden (z. B. Bluetooth) ist, dass auf dem aufrufenden Client keine (umgeleitete) Tonausgabe erfolgt. Dieser steht damit wieder für eigenständige Tonausgaben (z. B. im Falle eines Mobiltelefons Anrufe) zur Verfügung.
- Lyrics: Im Januar 2016 haben Spotify und Genius.com, eine Datenbank für Songtexte, eine Partnerschaft abgeschlossen, um Hintergrundinformationen zu Songs anzuzeigen. Diese Funktion ist bekannt als Behind The Lyrics.[106] Seit November 2019 testet Spotify in Kooperation mit Musixmatch zudem die Anzeige von Echtzeit-Lyrics in Kanada, Indonesien und Mexiko.[107] Im Juni 2020 wurde der Test auf 26 Länder erweitert, im Februar 2021 auch auf Südkorea und die USA.[108][109]

Spotify Code

- Spotify Codes: Im Mai 2017 führte Spotify Spotify Codes ein. Mit ihnen haben Benutzer die Möglichkeit, bestimmte Künstler, Songs, Alben oder Wiedergabelisten mit anderen Personen zu teilen. In ihrer Funktionsweise ähneln sie QR-Codes. Über ein Kamera-Symbol in den Suchfeldern der mobilen Apps können andere Nutzer den Code scannen.[110]
- Spotify Canvas wurde im Februar 2021 allen Künstlern zugänglich gemacht. Als Canvas werden sich wiederholende, zwischen fünf und acht Sekunden lange Videos bezeichnet. Sie können während der Wiedergabe eines Titels statt des Albumcovers angezeigt werden, je nach Einstellung des Nutzers und Bereitstellung durch die Künstler.[111]
- Spotify Clips: Im Februar 2021 hat Spotify ein Story-Format eingeführt, mit dem Künstler kurze, zeitlich-begrenzte Video-Clips posten können.[112]
- Soziale Funktionen: Spotify bietet verschiedene, soziale Funktionen an. So können sich Nutzer untereinander befreunden und dann die Aktivitäten dieser sehen.[113] Auch können Nutzer gemeinsam eine Playlist verwalten.[114] Des Weiteren testet Spotify sogenannte Group Sessions, mit denen Freunde gemeinsam Musik oder Podcasts hören können.[115] Mit Blend können zwei Nutzer eine gemeinsame Playlist erstellen lassen, die den Musikgeschmack beider berücksichtigt.[116] Eine ähnliche Funktion Duo Mix bzw. Family Mix gibt es bereits im Spotify-Duo bzw. -Family-Abonnement.[117][118]

Spotify ist darüber hinaus in einigen Anwendungen von Drittanbietern integriert. So lässt sich Spotify mit Discord verbinden. Die Höraktivitäten werden dann in der Anwendung dargestellt. Auch kann gemeinsam Musik angehört werden. In Gruppenchats von Facebook Messenger können Nutzer gemeinsam eine Spotify-Playlist erstellen.

### Podcasts
Seit 2016 ist es möglich, auf Spotify Podcasts zu hören. Einzelne Podcastfolgen können offline gespeichert werden. Die Sendungen sind wie die Musik in Kategorien eingeteilt, zudem gibt Spotify individuelle Empfehlungen. Zuständig für Podcasts, insbesondere der Auswahl, Produktion und redaktionelle Betreuung der deutschsprachigen Spotify-Exklusiv-Podcasts im DACH-Raum ist Saruul Krause-Jentsch als Head of Podcast.
Im Mai 2016 startete mit Fest & Flauschig der weltweit erste exklusive Spotify-Podcast. In den folgenden Jahren kamen weitere Exklusivverträge hinzu. Im Jahr 2019 belegten die beiden deutschen Podcasts Gemischtes Hack und Fest & Flauschig weltweit die Plätze 3 und 4 der Spotify-Jahrescharts.
Podcastproduzenten haben seit Oktober 2020 die Möglichkeit, Musik in ihre Podcasts einzubinden. Die Titel stammen dabei aus Spotifys Musikkatalog, so können lizenzrechtliche Schwierigkeiten umgangen werden.
2020 war The Joe Rogan Experience der meistgehörte Podcast auf Spotify. Gemischtes Hack schaffte es als einziger nicht-englischer Podcast unter die Spotify-Top-10-Jahrescharts mit Millionen regelmäßiger Zuhörer.
2021 hat Spotify eine Reihe von zusätzlichen Podcastfunktionen implementiert. So ist es möglich, Videopodcasts auf Spotify hochzuladen. Auch erhalten Podcastproduzenten die Möglichkeit, ihre Inhalte mit Umfragen und Q&As interaktiver zu gestalten. Des Weiteren stellt Spotify Transkripte der Podcasts zur Verfügung und erlaubt das Teilen von Podcasts mit Zeitstempeln.
2021 hatte Spotify 3,6 Millionen Podcasts, davon sind mehr als 70.000 deutschsprachig.(Stand Dezember 2021) 25 Prozent aller monatlich aktiven Nutzer interagieren mit Podcasts.(Stand April 2021)
Heute gibt es auf Spotify 7 Millionen Podcast-Titel, mehr als 500 Millionen Nutzer haben sich einen Podcast angehört.

### Kampagnen
Seit 2015 gibt es zum Ende jedes Jahres eine Kampagne namens Wrapped. Spotify stellt dabei Fakten und Statistiken über das eigene Hörverhalten zur Verfügung, zum Beispiel die meistgehörten Songs des Jahres. Auch Künstler und Podcast-Produzenten können mit Wrapped for Artists bzw. Wrapped for Podcasters Einblicke erlangen. Im Jahr 2021 startete Spotify eine ähnliche Kampagne Only You, die das individuelle Hörverhalten in den Fokus stellt und eher ungewöhnliche Fakten über den Nutzer präsentiert, bspw. ein Künstlerpaar, das sonst eher nicht zusammen gehört wird.

## Plattformen

### PC
Als Betriebssystem wird mindestens Windows 7 beziehungsweise macOS ab „Mavericks“ vorausgesetzt. Auch Linux wird nativ unterstützt, der Client kann unter Verwendung zusätzlicher Paketquellen heruntergeladen werden (Snap oder Flatpak). Unter Ubuntu 18.04 kann Spotify ohne Umwege oder Anmeldung aus dem Software Center geladen werden. Spotify ist zudem in Programme wie Clementine, Shazam und Musixmatch eingebunden.
Seit dem 20. Juni 2017 ist Spotify auch als App im Microsoft Store erhältlich. Seit dem 17. Dezember 2020 ist Spotify im Epic Games Store verfügbar.
Ab November 2012 lieferte Spotify eine webbasierte Variante an einige Nutzer aus. Anfang 2013 wurde der Dienst für alle Nutzer verfügbar gemacht.

### Mobile Geräte
Es existieren Apps für Android, iOS und Windows-Phone sowie für Amazons Fire Tablets und einige Symbian-, MeeGo- und Blackberry-Smartphones.
Seit dem 11. Dezember 2013 kann Musik auf Android- und iOS-Smartphones kostenlos gehört werden, allerdings nur mit Zufallswiedergabe. Seit 2014 wird auch Windows Phone unterstützt. Außerdem können nur sechs Titel pro Stunde übersprungen werden. Auf Desktop-Computern und Tablets mit den gleichen Betriebssystemen gibt es diese Einschränkung nicht.

### Smart Home
Spotify unterstützt zudem die Smart-Home-Geräte Amazon Echo, Apple TV (sowie Siri),, Google Home und Loxone.

### Smart-TV
Seit dem 29. September 2015 unterstützt Spotify Google Cast und am 18. Mai 2016 wurde eine App für Android TV veröffentlicht. Es gibt zudem eine Spotify-App für neuere Samsung-Fernseher, dort können unter anderem Wiedergabelisten abgerufen werden.
Apps gab es bis Mitte 2017 auch für Smart-TVs von Philips, LG und Amazon Fire TV.

### Spielekonsolen
Seit dem 30. März 2015 ersetzt Spotify auf der PlayStation 3 und PlayStation 4 den hauseigenen Musik-Streaming-Dienst Music Unlimited von Sony. Aufgrund der Einstellung von Music Unlimited erhielt jeder bisherige Abonnent einen kostenlosen, zweimonatigen Testzugang zu Spotify Premium. Seit dem 12. November 2020 ist Spotify auf der PlayStation 5 verfügbar. Die Medienfernbedienung der Playstation 5 wird dabei mit einer eigenen Spotify-Taste ausgeliefert.
Seit dem 8. August 2017 ist Spotify auch auf der Xbox One verfügbar.

### Autos
Der schwedische Automobilhersteller Volvo integriert Spotify in einige seiner Fahrzeuge. Das wird mit Hilfe der Ericsson-Technik „Connected Vehicle Cloud“ ermöglicht. Im November 2014 verkündete Spotify eine Kooperation mit BMW und Mini, die es Fahrern dieser Marken erlauben soll, die Spotify-App auf Apple-iOS-Geräten über den Onboard-Computer ihres Fahrzeugs zu bedienen.
Auch das kalifornische Unternehmen Tesla Motors stattet die Modellreihen S, 3, X und Y standardmäßig mit einem kostenlosen integrierten Spotify-Account aus.

## Hardware

### Car Thing
Im April 2021 hat Spotify erstmals ein Hardwareprodukt vorgestellt. Car Thing ist dabei ein nachrüstbares Infotainment-System, das im Auto am Lüftungsgitter montiert werden kann. Das System beinhaltet einen Sprachassistenten und fokussiert sich auf die Interaktion mit dem Spotify-Dienst. Aktuell ist das Produkt nur in den USA für ausgewählte Spotify-Abonnenten erhältlich. Das Produkt wurde im Dezember 2024 eingestellt.

### Home Thing
Spotify arbeitet an einem Smart Speaker, der als Home Thing bezeichnet wird.

## Anwendungen für Künstler und Produzenten
Spotify hat eine Reihe an Angeboten, die sich direkt an Künstler und Produzenten richten.
- Spotify for Artists und Spotify for Creators sind dabei die zentralen Anlaufstellen für Künstler und Podcast-Produzenten. Dort können sie zum Beispiel Analytics einsehen und Promokarten erstellen.
- Anchor ist eine Anwendung, mit der Podcasts produziert und veröffentlicht werden können.[176] Im Jahr 2020 wurden 70 Prozent aller Podcasts auf Spotify über Anchor veröffentlicht, das waren mehr als 1,3 Millionen Podcasts aus dem Katalog.[177]
- Soundtrap ist eine Cloud Digital Audio Workstation, um online und kollaborativ Musik und Podcasts zu produzieren.[178][179]
- SoundBetter ist ein Marktplatz für Künstler und Songwriter, die gemeinsam an Projekten arbeiten oder ihre Songs vertreiben wollen.[180] Darüber hinaus vermittelt die Plattform Designer für Canvas.[181]

## Kritik

### „Geisterkünstler“
Die ARD-Doku-Serie „Dirty Little Secrets“ berichtete 2023, dass auf der „Peaceful Piano“-Playlist über 60 Prozent der rund 300 Titel von sogenannten „Geisterkünstlern“, auch „Ghost-“ oder „Fake-Artists“ genannt, stammen. Mithilfe erfundener Biografien werde der Eindruck realer Künstlerpersönlichkeiten erweckt, die nicht wirklich existieren, sondern von einer kleinen Gruppe schwedischer Produzenten generiert werden. Die vermeintlichen Künstlerprofile seien mit kleinen Labels wie Firefly Entertainment verbunden, die offenkundig in enger persönlicher Beziehung zu Spotify stünden; Firefly beantwortete keine Anfragen dazu. In der Dokumentation stellt eine Spotify-Vertreterin klar, dass man die „Geisterkünstler“ mit grünem Häkchen als „verifizierte Künstler“ ausgebe, wobei es sich nach ihrem Sprachverständnis lediglich um „verifizierte Accounts“ und nicht um reale Personen handelt.
Es wird kritisiert, dass durch „Geisterkünstler“ realen Musikschaffenden Reichweiten und Einnahmen in erheblichem Maß verloren gehen.

### Intransparente Kuratierung von Playlists
In dem Artikel The Ghosts in the Machine – Spotify’s plot against musicians zeigt die US-Musikjournalistin Liz Pelly in der Januarausgabe 2025 von Harper’s Magazine Entwicklungen auf, wie sie etwa seit 2017 beobachtet werden. Pelly stellt dar, warum Streaming-Dienste ein finanzielles Interesse daran haben, sogenannte Produktionsmusik, auch Stock-Musik genannt, auf Playlists zu platzieren und so ihre Gewinnmargen zu verbessern. Durch intransparente Kuratierung der Playlists werde das Streamingverhalten von Nutzern mittels millionenfacher Überflutung mit billigen Produktionen auf subtile Weise manipuliert und eine kritische Audiokultur unterbunden.
Dabei werden immer mehr „Geisterkünstler“ mit Millionen von Streams auf Wiedergabelisten gelistet, die von internen Kuratoren aufgestellt als „verifizierte Künstler“ gekennzeichnet, aber eindeutig gefälscht sind. Die Accounts der „Geisterkünstler“ stehen oft in Zusammenhang mit Produktionsmusik-Firmen wie Epidemic oder anderen speziellen Labels, ihre Profile enthalten generische, möglicherweise KI-generierte Bilder, teils ohne, teils mit Künstlerbiografien und Links, während Recherchen im Internet keine Ergebnisse liefern.
Eine besondere Bedeutung bei der Kuratierung der Playlists kommt dem 2020 bei Spotify eingeführten sogenannten Discovery Mode zu, bei dem Kunstschaffende oder Labels im Gegenzug für prominente Listenplatzierungen und algorithmische Werbung geringere Tantiemen akzeptieren. Im Discovery Mode registrierte Titel sind bei Spotify für den Nutzer nicht erkennbar. Nutzern werden so ohne ihr Wissen rabattierte Inhalte bereitgestellt. Dabei stammen diese Inhalt vielfach auch von „Geisterkünstlern“. Die Kritik von Künstlern, Veranstaltern und Gesetzgebern verdeutlicht, warum Spotify Details über diese Methoden geheim halten möchte. Eine Verbesserung der Situation von Kunstschaffenden wird erschwert, wenn die Playlists mit Dumping-Produktionen gefüllt sind, deren Herkunft im Verborgenen bleibt.
Marktpräsenz, Vergütung und Gesamtsituation realer Kunstschaffender werden durch massenhaft künstlich generierte „Ghost-“ oder „Fake-Artists“ und deren intransparente Platzierung auf Playlists erheblich beeinträchtigt. Es wächst die Sorge vor einer zunehmenden Marktdominanz durch KI-basierte Musikproduktion.

### Situation und Vergütung der Künstler
Recherchen des Hessischen Rundfunks vom April 2013 zufolge bekam ein Künstler im besten Fall nur 0,164 Cent pro Abspielvorgang. Seinerzeit erlöste ein Künstler im Vergleich dazu mit einem Album mit 13 Liedern auf CD noch etwa bis zu 3 Euro. Das Album musste also rund 145-mal gestreamt werden, damit der Künstler auf einen ähnlichen Ertrag kommt.
Das Presse- und Informationsamt der Bundesregierung veröffentlichte am 11. Februar 2025 eine Studie zum Musikstreaming. Die Kulturstaatsministerin Claudia Roth erklärte zum Ergebnis der Studie: „Beim Musikstreaming sollte es fairer und transparenter zugehen.“ Die Studie stellt ein Überangebot, Informationsasymmetrien, neue Formen des Gatekeeping, intransparenten Zugang zu Playlists und Marktverzerrungen fest. Im Rahmen eines neuen hybriden Ertragsmodells würde sich die Wertschöpfung vom Produktwert der Musik entkoppeln.
Über 74 % der Befragten sind der Studie zufolge unzufrieden mit den Einnahmen aus Musikstreaming. 2023 entfielen 75 % der Umsätze auf 0,1 % der Künstlerinnen und Künstler, während 68 % der Künstlerinnen und Künstler unter 1 Euro Umsatz erzielten. Die Vergütungssituation werde durch mangelnde Transparenz erschwert. Einnahmen über Musikstreaming sind laut Studie schwer nachzuvollziehen und zu überprüfen, u. a. wegen komplexen Vertrags- und Lizenzketten, Berechnungsmethoden und fehlendem Datenzugang. Ferner werde die Vergütungssituation von der Marktmacht großer Streamingplattformen und Major-Labels geprägt.
Die Studie zeigt auch Schwächen des aktuell am Markt dominierenden Pro-Rata-Systems auf. Nach diesem  Bezahlsystem gehen Streaming-Gelder nicht direkt an die Kunstschaffenden, die der einzelne Nutzer hört, sondern es fließt in einen großen Gesamtpool, der dann an alle – Kunstschaffende und „Geisterkünstler“ – auf Spotify verteilt wird, je nachdem, wie groß ihr Anteil an allen Streams ist. Je höher die Streamingrate der „Geisterkünstler“ ist, umso geringer wird die verbleibende Vergütung für eigenständige Musiker und Musikerinnen.

### Datenschutzrichtlinien
Ab dem 19. August 2015 galten bei Spotify neue Datenschutzrichtlinien, die wegen der Ausweitung der Datensammlung zu Protesten von Kunden führten. Daraufhin entschuldigte sich der Spotify-Chef bei seinen Kunden. Neue Allgemeine Geschäfts- und Nutzungsbedingungen wurden am 9. September 2015 veröffentlicht.

### Verbindung mit Facebook
Die Nutzung von Spotify war anfangs ausschließlich in Verbindung mit einem Facebook-Konto möglich, was massive Kritik von Datenschützern zur Folge hatte. So war Peter Schaar der Ansicht, der Dienst verstoße gegen das Telemediengesetz, andere Datenschutzbeauftragte rieten von der Nutzung ab. Im Juni 2012 hob Spotify diese Einschränkung in Deutschland auf. Die Verbindung mit einem Facebook-Profil wird jedoch weiterhin angeboten.

## Eingestellte Produkte
Spotify kaufte 2021 die Smartphone-App Locker Room, die auf einem ähnlichen Konzept wie die App Clubhouse basierte. Sie wurde zunächst in Spotify Greenroom und zuletzt in Spotify Live umbenannt. Der Erfolg blieb jedoch aus, was sich z. B. anhand von geringen Bewertungszahlen in den App-Stores zeigt. Ein Unternehmens-Sprecher kündigte daher im April 2023 an, man wolle Spotify Live als eigenständiges Angebot einstellen. Das grundsätzliche Konzept soll allerdings erhalten bleiben und in die Hauptanwendung (Spotify) einfließen. In welcher Form und wann dies umgesetzt werden soll, wurde bislang nicht bekannt gegeben.

## Verfilmung
- Die Geschichte von Spotify und einiger der handelnden Personen stehen im Mittelpunkt der Miniserie The Playlist bei Netflix im Jahr 2022. Zum Teil ist diese Serie dokumentarisch, sie enthält aber auch fiktionale Elemente, indem die Geschichte aus verschiedenen Perspektiven beschrieben wird. Insbesondere die letzte Folge, die mit der fiktiven Künstlerin Bobbi T im Jahr 2024 spielt, beleuchtet die Perspektive der Musikschaffenden.[198]